# Irineu Franco Perpétuo

## Biografia
Natural de São Paulo, estudou no Colégio Dante Alighieri, de 1977 a 1988, quando completou o ensino médio. Graduou-se em jornalismo, pela Faculdade Cásper Líbero, em 1992.
Iniciou seus estudos de língua italiana ainda no colégio. Posteriormente estudou outros idiomas estrangeiros (inglês, francês, alemão e russo, em escolas de línguas,  e aprendeu espanhol de forma  autodidática. Em 2006, depois de 12 anos de carreira  jornalística, começou a elaborar suas primeiras traduções, sem contudo abandonar seu trabalho de jornalista, cobrindo a área de música erudita, no jornal Folha de S.Paulo e na revista Bravo!, além da  revista Ópera Actual, de Barcelona, da qual era correspondente, no Brasil. e do extinto Guia do Ouvinte, da rádio Cultura FM de São Paulo, do qual era editor. Atualmente continua a escrever na Folha de S. Paulo e colabora com a revista Concerto, tanto na versão impressa quanto no site da revista..
Como autor, coautor ou organizador de livros, publicou diversos trabalhos sobre música: Populares & Eruditos (2001), em parceria com o jornalista e produtor Alexandre Pavan, Cyro Pereira - Maestro (2005)  e  História concisa da música clássica brasileira (2018). Também organizou, com o sociólogo Sérgio Amadeu da Silveira, uma coletânea de textos intitulada  O Futuro da música depois da morte do CD (2009). Além disso, é autor de  audiolivros (Chopin, o poeta do piano, Alma Brasileira: A trajetória de Villa Lobos e História da Música Clássica) e produz  textos para encartes de CDs e para programas de concertos e óperas, além de traduzir  libretos de óperas italianas e  alemãs.
Por várias temporadas, ao longo da década de  2010, participou do projeto A História do Brasil através da Música,  comentando os concertos didáticos da orquestra de câmara Cantilena Ensemble.
Também por várias temporadas ministrou palestras antecedendo os concertos promovidos pela Sociedade de Cultura Artística e as óperas encenadas no Theatro Municipal de São Paulo. Também ministrou diversos cursos livres para a Casa do Saber, para o Festival Virtuosi e para os Cursos Clássicos da revista Concerto. Teve participação destacada no podcast Papo de música, que durante alguns anos foi produzido pela revista Concerto, e tem participado do júri do Prelúdio, um concurso anual de instrumentistas,  produzido no formato de Show de Calouros, pela TV Cultura. Atuou também como jurado no Concurso Internacional de Canto Bidu Sayão.
Além da música erudita, Irineu Franco Perpétuo tem se dedicado à tradução de obras da literatura russa, a partir dos originais. Traduziu Pequenas Tragédias e Boris Godunov, de Alexandre Pushkin; Os dias dos Turbin, O mestre e margarida, de Mikhail Bulgákov;  A estrada e o monumental Vida e destino, de Vasily Grossman, trabalho que lhe valeu o 2º lugar do Prêmio Jabuti 2015, na categoria "Tradução". Também traduziu Memórias do Subsolo, de Dostoievski, e A Morte de Ivan Ilitch, de Tolstói, para a coleção Grandes Nomes da Literatura, lançada pelo jornal Folha de S.Paulo.
Sua ligação com a cultura literária e musical russa foi fator decisivo para que  Deborah Colker o escolhesse como consultor para o balé Tathyana, baseado no romance Eugene Onegin, de Pushkin, e que estreou no Festival de Teatro de Curitiba, em 9 de setembro de 2011.

## Obras

### Livros
- Cyro Pereira, Maestro - Dorea Books, 2005 ISBN 85-7234-346-6
- Populares e Eruditos, com Alexandre Pavan - Invenção, 2001 ISBN 85-88359-01-4
- O Futuro da música depois da morte do CD (org.), com Sérgio Amadeu da Silveira -  Momento, 2009 ISBN 978-85-62080-01-2
- História concisa da música clássica brasileira - Alameda, 2018 - ISBN 978-85-7939-538-3

### Audiolivros
- Chopin, o poeta do piano (audiolivro) - Livro Falante, 2014 ISBN 978-8560125319
- História da Música Clássica  (audiolivro) - Livro Falante, 2008 ISBN 978-85-60125-13-5[21]
- Alma Brasileira: A trajetória de Villa Lobos  (audiolivro) - Livro Falante, 2018 ISBN 978-85-60125-25-8

### Traduções
- Pequenas tragédias, de Alexandre Pushkin. Globo Livros, 2006 - ISBN 85-250-4267-6
- Boris Godunov, de Alexandre Pushkin. Globo Livros, 2007  - ISBN 978-85-250-4351-1
- Memórias de um caçador, de Ivan Turguêniev Editora 34, 2013 - 1ª edição; 2017 2ª edição - ISBN 978-85-7326-543-9
- Vida e destino, de Vasily Grossman. Alfaguara, 2014 - ISBN 978-85-7962-339-4
- A estrada, de Vasily Grossman. Alfaguara, 2015 - ISBN 9788579624469
- A Morte de Ivan Ilitch, de Tolstoi. Folha de S. Paulo. Coleção Folha Grandes Nomes da Literatura, 2016  -  ISBN 978-85-7949-273-0
- Memórias do Subsolo, de Fiódor Dostoiévski. Folha de S. Paulo. Coleção Folha Grandes Nomes da Literatura, 2016  -  ISBN 978-85-7949-276-1
- O mestre e margarida, de Mikhail Bulgákov. Editora 34, 2017  - ISBN 978-85-7326-680-1
- Os dias dos Turbin, de Mikhail Bulgákov.  Carambaia, 2018 -  ISBN 978-85-69002-43-7
- A filha do capitão, de Alexandre Pushkin. Principis, 2020 - ISBN 978-85-943-1871-8
- Anna Kariênina, de Lev Tolstói. Editora 34, 2021 - ISBN 978-65-5525-057-2